# 达留斯·鲁斯纳克
达留斯·鲁斯纳克（1959年12月2日—），斯洛伐克男子冰球运动员。他曾代表捷克斯洛伐克国家队参加1984年冬季奥林匹克运动会冰球比赛，获得一枚银牌。